# Realgar
El realgar és un mineral de la classe dels sulfurs segons la classificació de Strunz. Rep el seu nom de l'àrab raj al gar, pols de la caverna.

## Característiques
El realgar és un sulfur d'arsènic natural, encara que rar. Cristal·litza en el sistema monoclínic formant grans i ben modelats cristalls, els quals són entre vermell i ataronjat amb brillantor resinosa. És similar al cinabri, però més suau i menys dens. Si es deixa exposat a la llum del sol es torna groc i es disgrega, alterant-se a pararealgar. S'ha de conservar a la foscor. És un mineral tòxic que va ser usar en la medicina medieval i en la fabricació de vidres. Avui dia s'usa en focs artificials, pesticides i en l'obtenció d'arsènic. És soluble en solucions d'hidròxid de potassi.
Segons la classificació de Nickel-Strunz, el realgar pertany a «02.FA: Sulfurs d'arsènic, àlcalis, sulfurs amb halurs, òxids, hidròxid, H₂O, amb As, (Sb), S» juntament amb els següents minerals: duranusita, dimorfita, pararealgar, alacranita, uzonita, laphamita, orpiment, getchellita i wakabayashilita.

## Formació i jaciments
Es troba com a mineral secundari juntament amb l'orpiment groc, un altre sulfur d'arsènic, en filons hidrotermals i dipòsits d'aigües termals, on es produeix per la descomposició d'altres minerals d'arsènic, com l'arsenopirita. S'acostuma a trobar amb minerals com l'orpiment, el cinabri o l'estibina. Als territoris de parla catalana ha estat descrita a les mines de la Riera de Cervelló (Baix Llobregat).